# Клатова Нова Вес
Клатова Нова Вес (слч. Klátova Nová Ves) насељено је мјесто са административним статусом сеоске општине (слч. obec) у округу Партизанске, у Тренчинском крају, Словачка Република.

## Становништво
| Година:    | 1994. | 2004.   | 2014.   | 2024.   |
| ---------- | ----- | ------- | ------- | ------- |
| Број људи: | 1578  | 1571    | 1618    | 1596    |
| Разлика:   |       | -0,44 % | +2,99 % | -1,35 % |

| Година:    | 2023. | 2024.   |
| ---------- | ----- | ------- |
| Број људи: | 1589  | 1596    |
| Разлика:   |       | +0,44 % |

Према подацима о броју становника из 2011. године насеље је имало 1.606 становника.